# Niszczyciele typów A – I
Niszczyciele typów A–I – grupa zbliżonych typów brytyjskich i kanadyjskich niszczycieli średniej wielkości z okresu międzywojennego i II wojny światowej, obejmująca 86 okrętów, używanych też przez inne państwa. Budowane były na zamówienie marynarki brytyjskiej (Royal Navy) od końca lat 20. do późnych lat 30. XX wieku (dwa na zamówienie kanadyjskie). Oprócz prototypu, grupa ta obejmowała 9 serii okrętów oznaczonych kolejnymi literami od A do I, tworzących 4 zasadnicze typy: A/B, C/D, E/F i G/H/I, a także trzy typy większych tzw. liderów. Do grupy tej zaliczają się ponadto dwie serie okrętów budowanych na zamówienie brazylijskie i tureckie i zarekwirowanych dla marynarki brytyjskiej podczas wojny. Poza okrętami brytyjskimi grupy A–I, 11 takich niszczycieli, nie opisanych tutaj, zbudowanych zostało dla Argentyny, Grecji i Turcji. Poczynając od prototypowego HMS „Amazon” wodowanego w 1926, były to pierwsze nowe niszczyciele brytyjskie zbudowane po I wojnie światowej, tworzące standardową serię, o takich samych ogólnych charakterystykach. Dopiero od połowy lat 30. zaczęły je uzupełniać nowe typy większych niszczycieli (Tribal i J/K/N), lecz niszczyciele grupy A–I pozostały najliczniejszymi niszczycielami brytyjskimi w chwili wybuchu II wojny światowej i w pierwszej połowie wojny.
Konstrukcja tych okrętów, zamawianych na przestrzeni 9 lat, była ulepszana przez Admiralicję, co skutkowało różnicami między poszczególnymi typami, lecz wszystkie miały wspólne zasadnicze cechy konstrukcyjne i uzbrojenie główne składające się z 4 pojedynczych dział kalibru 120 mm oraz zbliżone wymiary i wyporność standardową w granicach 1330-1400 ton (nieco większe lidery miały 5 dział i wyporność do 1500 ton). Taka sama była też architektura i charakterystyczna sylwetka okrętów, której głównymi wyróżnikami były dwa pochylone kominy, mało nachylona prosta dziobnica, działa umieszczone klasycznie, po dwa w dwóch poziomach (superpozycji) na dziobie i rufie, platforma działek przeciwlotniczych lub dodatkowego działa między kominami i dwa aparaty torpedowe na pokładzie, z platformą reflektora pomiędzy nimi. Większość okrętów miała też podobną prostopadłościenną wyższą kondygnację nadbudówki dziobowej, zastąpioną na późnych okrętach przez nowszy wzór nadbudówki Admiralicji, ze skośnie ściętym przednim narożnikiem.
Okręty były zamawiane w kolejnych latach przeważnie całymi flotyllami po 8 okrętów oraz przewodnik flotylli – lider. Okręty flotylli otrzymywały nazwy zaczynające się na takie same litery alfabetu, jak nazwa typu (podtypu), z wyjątkiem wczesnych liderów, otrzymujących nazwy na cześć admirałów. Poniższe informacje dotyczące różnic w uzbrojeniu odnoszą się do stanu w chwili wejścia do służby, natomiast podczas II wojny światowej na większości okrętów wszystkich typów było wzmacniane uzbrojenie przeciwlotnicze i przeciwpodwodne, kosztem wyposażenia trałowego, części artylerii głównej i wyrzutni torpedowych.

## HMS „Amazon”
Prototypem okrętów grupy A–I był HMS „Amazon” projektu stoczni Thornycroft, którego budowę zaczęto 29 stycznia 1925, kadłub wodowano 27 stycznia 1926, a wszedł do służby w maju 1927. Okręt ten zaprojektowano według wymagań brytyjskiej Admiralicji, poszukującej nowego typu niszczyciela. Jego konkurentem był HMS „Ambuscade” projektu stoczni Yarrow (położenie stępki 8 grudnia 1924, wodowanie 15 stycznia 1926, wejście do służby w marcu 1927). Swoje projekty proponowały też firmy Denny, Hawthorn Leslie i White, lecz nie uzyskały kontraktów. „Ambuscade” był generalnie podobny, zbudowany według tych samych wymagań, lecz mniejszy – 1173 t wyporności standardowej („Amazon” – 1352 t). „Amazon” był mimo to tańszy w budowie, a dzięki większym rozmiarom, miał nieco lepszą dzielność morską. W efekcie, „Amazon” został wybrany jako pierwowzór serii, która dalej była rozwijana przez biuro konstrukcyjne Admiralicji.
Oba okręty były generalnie wzorowane na udanym typie niszczycieli W zmodyfikowanym z okresu I wojny światowej (wyporność 1120 t), który wprowadził uzbrojenie w postaci 4 dział 120 mm, po raz pierwszy rozmieszczonych po dwa w superpozycji na dziobie i rufie, a także podobną dwukominową sylwetkę. Zgodnie z wymaganiami Admiralicji, oba okręty dzięki większej mocy siłowni były szybsze od typu W (37 węzłów), a także miały lepszą dzielność morską i warunki bytowe załogi.

## Typ A/B
Pierwszym seryjnym typem był typ A/B. Okręty te były zbliżone do „Amazona”, lecz wprowadzono na nich kilka zmian. Ulepszono uzbrojenie, stosując nowszy model dział 120 mm Mk.IX w nowych maskach przeciwodłamkowych (charakterystycznych dla wszystkich kolejnych okrętów) oraz dwa czterorurowe aparaty torpedowe w miejsce trzyrurowych. Z powodu wzrostu masy uzbrojenia, zwiększono o 20 cm szerokość okrętów. Dla polepszenia dzielności morskiej i zmniejszenia zalewania mostka, cofnięto nieco nadbudówkę dziobową. Siłownia została uproszczona i jej moc uległa zmniejszeniu do 34 000 KM, co i tak pozwoliło okrętom osiągać wystarczającą prędkość 35 w. Z powodu wprowadzenia wyposażenia do trałowania min, znacznemu osłabieniu uległo w serii A uzbrojenie i wyposażenie do zwalczania okrętów podwodnych (brak miotaczy bomb głębinowych i stacji hydrolokacyjnej i jedynie 6 bomb głębinowych).
Według programu z 1927 roku zbudowano 8 okrętów serii A (jedną flotyllę) – wszystkie rozpoczęte w 1928, weszły do służby w 1930:
- „Acasta”, „Achates”, „Acheron”, „Active”, „Antelope”, „Anthony”, „Ardent”, „Arrow”

Zbudowano następnie według programu z 1928 roku 9 okrętów serii B. W serii tej przywrócono dwa miotacze bomb głębinowych, 20 bomb i hydrolokator (Asdic), w miejsce wyposażenia trałowego. Lider flotylli B HMS „Keith” miał takie same rozmiary i uzbrojenie, lecz był wyposażony w dodatkowe pomieszczenia sztabowe na rufie. Dodatkowo HMS „Blanche” został wyposażony jako lider dywizjonu. Wszystkie okręty rozpoczęto w 1929 i weszły do służby w 1931. W 1944 „Boreas” przekazano Grecji, jako „Salamis”
- „Keith” (lider)
- „Basilisk”, „Beagle”, „Blanche”, „Boadicea”, „Boreas”, „Brazen”, „Brilliant”, „Bulldog”

Dodatkowo, w latach 1929–1931 zbudowano dwa niszczyciele zmodyfikowanego typu A na zamówienie Kanady (wchodzącej w skład Brytyjskiej Wspólnoty Narodów). Różniły się one głównie lepszym przystosowaniem do służby w warunkach zimowych:
- „Saguenay”, „Skeena”.

## Lider typu A (HMS „Codrington”)
Jako lider flotylli typu A zbudowano pojedynczy niszczyciel HMS „Codrington”, o znacznie powiększonych rozmiarach, mający pewne cechy liderów typu Scott z końca I wojny światowej. Wyporność standardowa wynosiła 1540 t., uzbrojenie główne składało się z 5 dział 120 mm (piąte działo między kominami), poza tym zestaw uzbrojenia odpowiadał serii A. Projekt był jednak nieudany i okręt miał słabszą manewrowość od okrętów typu A. Budowę rozpoczęto w 1928, wszedł do służby w 1930.

## Typ C/D

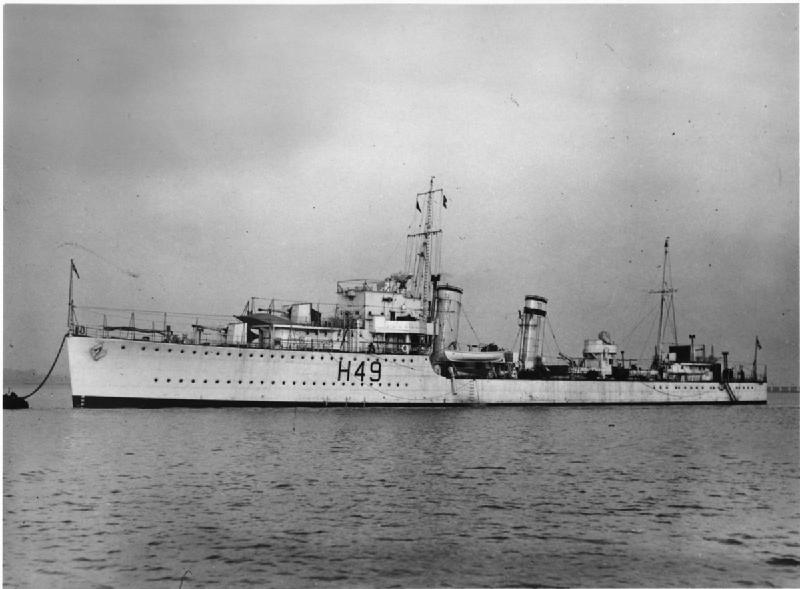
HMS „Diana” typu C/D

W kolejnym typie C/D nieco zwiększono rozmiary oraz o 20% zapas paliwa, co zwiększyło zasięg okrętów. Prędkość nie uległa zmniejszeniu na skutek podwyższenia mocy siłowni do 36 000 KM. Ponadto, ulepszono sposób kierowania ogniem artylerii, wprowadzając centralny przyrząd kierowania ogniem – dalocelownik na nadbudówce dziobowej. Pociągnęło to konieczność powiększenia – wydłużenia górnego piętra nadbudówki dziobowej (występowała w nich charakterystyczna przerwa w widoku z boku pomiędzy krótką sterówką z odkrytym pomostem bojowym a dalocelownikiem i dalmierzem za nimi).
Uzbrojenie przeciwlotnicze wzmocniono dodając armatę 76 mm między kominami i przenosząc oba działka 40 mm na pokład dziobowy. Podobnie, jak w typie A, typ C przystosowano do trałowania min, zmniejszając zapas bomb głębinowych do 6 i usuwając miotacze, lecz ich większe rozmiary pozwoliły zachować stację hydrolokacyjną.
Według programu z 1929 zbudowano tylko pół flotylli (5 okrętów), natomiast z budowy pozostałych 4 zrezygnowano z powodu kryzysu finansowego. Lider „Kempenfelt” odpowiadał konstrukcją i wielkością okrętom typu, lecz miał pomieszczenia sztabowe w nadbudówce na rufie, skompensowane przez brak bomb głębinowych i wyposażenia trałowego. Budowę okrętów rozpoczęto w 1930, weszły do służby w 1932. W latach 1937–1939 wszystkie przekazano Kanadzie i przemianowano:
- „Kempenfelt” (późn. „Assiniboine”) – lider
- „Crescent” (późn. „Fraser”), „Cygnet” (późn. „St. Laurent”), „Comet” (późn. „Restigouche”), „Crusader” (późn. „Ottawa”)

Według programu z 1930 zbudowano 9 okrętów serii D. Różniły się pełnym zestawem uzbrojenia przeciwpodwodnego w miejsce wyposażenia trałowego, a także wprowadzeniem na części okrętów dwóch nowych poczwórnych, przeciwlotniczych wkm-ów Vickers 12,7 mm na skrzydłach mostka zamiast działek 40 mm:
- „Duncan” (lider)
- „Dainty”(inne języki), „Delight”, „Daring”, „Decoy”, „Defender”, „Diamond”(inne języki), „Diana”, „Duchess”

## Typ E/F

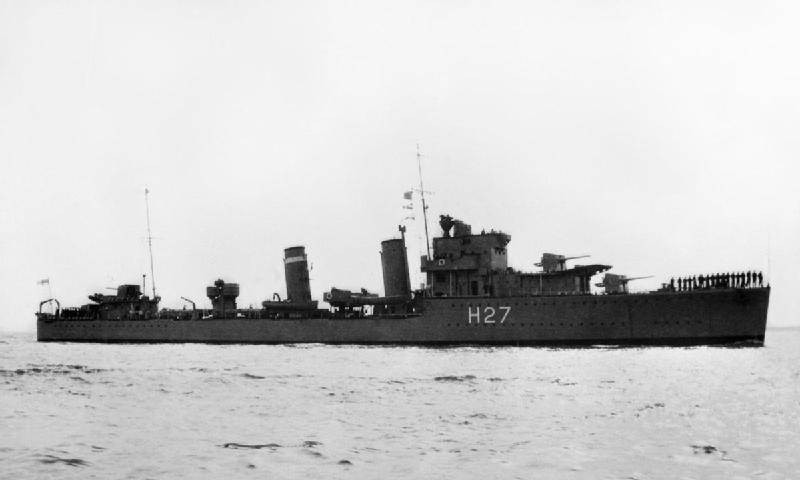
HMS „Electra” typu E

Okręty typu E i F miały nieco powiększoną wyporność standardową – do 1405 ton, przez co mogły pomieścić zarówno standardowe uzbrojenie przeciwpodwodne, jak i wyposażenie trałowe. Dzięki optymalizacji linii kadłuba, prędkość pozostała na poprzednim poziomie (35,5 w). Zmieniono podział wewnętrzny kadłuba, umieszczając każdy z trzech kotłów w osobnym przedziale wodoszczelnym, zamiast w dwóch przedziałach, co polepszyło ich odporność na uszkodzenia bojowe (w dalszym ciągu jednak turbiny pozostały we wspólnym przedziale). Wydłużono i ulepszono formę górnej kondygnacji nadbudówki dziobowej, która przybrała postać prostopadłościennej bryły z odkrytym pomostem, obejmującej w tylnej części stanowisko kierowania ogniem. Nowe stanowiska Mark XVII dział 120 mm, o większym kącie podniesienia (40°), umożliwiały prowadzenie zaporowego ognia przeciwlotniczego (po zdjęciu części ruchomych płyt pokładu wokół dział), wobec czego zrezygnowano z działa 76 mm i ograniczono uzbrojenie przeciwlotnicze do dwóch poczwórnych wkm-ów 12,7 mm na platformie między kominami. Dwa okręty „Esk” i „Express” przystosowano do stawiania min.
W ramach programu z 1931 zbudowano 8 okrętów serii E. Budowę ich rozpoczęto w 1933, weszły do służby w 1934. HMS „Express” przekazano w 1943 Kanadzie, a „Echo” w 1944 Grecji jako „Navarino”:
- „Echo”, „Eclipse”, „Electra”, „Encounter”, „Escapade”, „Escort”, „Esk”, „Express” (późn. „Gatineau”)

Następnie, w ramach programu z 1932 zbudowano 8 okrętów takiej samej serii F. Budowę rozpoczęto w 1933, weszły do służby w 1935. W 1943 HMS „Fortune”, a w 1944 „Foxhound” przekazano Kanadzie i przemianowano. W 1949 „Fame” przekazano Dominikanie pod nazwą „Generalissimo”:
- „Fame”, „Firedrake”, „Fearless”(inne języki), „Foresight”(inne języki), „Fortune” (późn. „Saskatchewan”), „Foxhound” (późn. „Qu’Appelle”), „Forester”(inne języki), „Fury”(inne języki).

## Lidery typu E/F (Exmouth)
W odróżnieniu od liderów flotylli B, C i D, przy typie E powrócono do konstruowania powiększonych liderów. Konstrukcję oparto na ulepszonym projekcie „Codrington”, polepszając przede wszystkim manewrowość. Uzbrojenie stanowiło 5 dział 120 mm, w pozostałym zakresie odpowiadały typowi E.
Zbudowano dwa okręty: „Exmouth” dla flotylli E (położenie stępki w 1933, wejście do służby w 1934, wyporność standard 1495 t) i „Faulknor” dla flotylli F (położenie stępki w 1933, wejście do służby w 1935, wyporność standard 1475 t). „Faulknor” budowany w stoczni Yarrow był lżejszy i nieco szybszy.

## Typ G/H/I

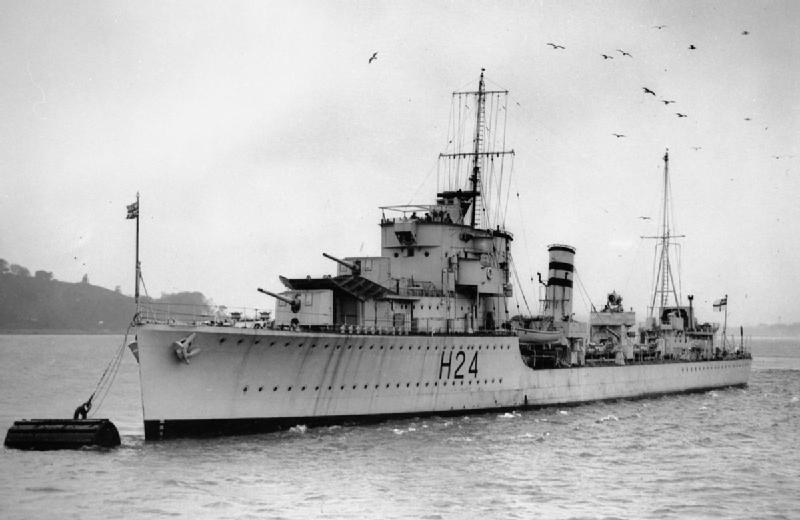
HMS „Hasty” typu H

Ostatnim typem niszczycieli grupy A–I budowanych dla floty brytyjskiej był typ G-I. Zrezygnowano w ich zespołach turbin z osobnego stopnia dla prędkości ekonomicznej, co pozwoliło uprościć ich budowę i eksploatację i zmniejszyć długość kadłuba oraz wyporność okrętów (1340 t), kosztem niewielkiego zmniejszenia zasięgu. Dzięki temu, moc obniżono do 34 000 KM, bez obniżenia prędkości. Na „Glowworm” po raz pierwszy zastosowano eksperymentalnie pięciorurowe aparaty torpedowe.
W ramach programu z 1933 zbudowano 8 okrętów serii G. Budowę ich rozpoczęto w 1934, weszły do służby w 1936. „Griffin” w 1943 przekazano Kanadzie i przemianowano, a „Garland” polskiej Marynace Wojennej, a po wojnie Holandii:
- „Gallant”, „Garland”, „Gipsy”, „Glowworm”, „Grafton”, „Grenade”, „Greyhound”, „Griffin” (późn. „Ottawa”)

Następnie w ramach programu z 1934 zbudowano 8 okrętów serii H. Budowę ich rozpoczęto w 1935, weszły do służby w 1936-1937. Różniły się nowymi podstawami Mark XVII dział 120 mm, z ulepszoną obsługą na dużych kątach podniesienia (do 40°). Na „Hereward” i „Неrо” wprowadzono nową formę mostka Admiralicji, ze zwężającą się klinowo przednią ścianą sterówki i ściętą górną przednią krawędzią bryły nadbudówki, która stała się typowa dla wszystkich późniejszych brytyjskich niszczycieli klasycznych. „Hero” w 1943 przekazano Kanadzie i przemianowano. W 1948 „Hotspur” przekazano Dominikanie pod nazwą „Trujillo”:
- „Hereward”, „Неrо” (późn. „Chaudiere”), „Hasty”, „Havock”, „Hostile”, „Hotspur”, „Hunter”, „Hyperion”.

W ramach programu z 1935 zamówiono ostatnie 8 okrętów tej grupy przeznaczonych dla marynarki brytyjskiej, serii I. Budowę ich rozpoczęto w 1936, weszły do służby w 1937. Różniły się od poprzedniej serii zastosowaniem pięciorurowych aparatów torpedowych (łącznie 10 wyrzutni) zamiast czterorurowych, wyporność standardowa nieco wzrosła do 1370 ton. Na wszystkich zastosowano nowy mostek Admiralicji.
- „Icarus”, „Ilex”, „Imogen”, „Imperial”, „Impulsive”, „Intrepid”, „Isis”, „Ivanhoe”.

## Lidery typuG/H/I(Grenville)

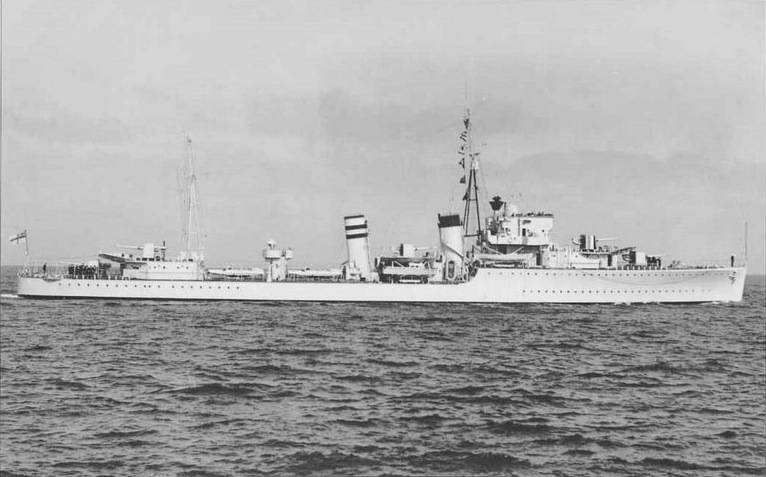
HMS „Hardy” – lider typu H

Lidery dla flotylli G, H i I wywodziły się z liderów typu E/F, lecz zastosowano w nich ulepszenia korespondujące nowym typom: uproszczoną siłownię i pomniejszone wymiary („Grenville”), nowe stanowiska dział („Hardy”) oraz pięciorurowe aparaty torpedowe („Inglefield”). Ponadto, zastosowano inny rodzaj kotłów parowych Yarrow zamiast kotłów Admiralicji, co pozwoliło dalej zmniejszyć długość okrętów, do 100,5 m.
Zbudowano trzy okręty, dla odpowiednich flotylli: „Grenville” (położenie stępki 1934, ukończenie 1936), „Hardy” (położenie stępki 1935, ukończenie 1936) i „Inglefield” (położenie stępki 1936, ukończenie 1937).

## Typy H/I eksportowe
Z powodu wybuchu II wojny światowej, Wielka Brytania zdecydowała zakupić 6 niszczycieli budowanych w stoczniach brytyjskich dla Brazylii i 2 budowane dla Turcji (pozostałe 2 niszczyciele budowane dla Turcji zostały jej dostarczone w 1942). Okręty przeznaczone dla Brazylii, zakupione 4 września 1939, odpowiadały typowi H i otrzymały odpowiadające im nazwy. Główną różnicę stanowił nietypowy system kierowania ogniem, składający się z dalocelownika połączonego z dalmierzem. Były też dostosowane do eksportowych torped. Od razu przed wejściem do służby usuwano z nich ostatnie czwarte działo artylerii głównej i wzmacniano uzbrojenie przeciwpodwodne do 4 miotaczy i 2 zrzutni bomb głębinowych i 110 bomb. Ich budowę rozpoczęto w 1938, a wchodziły do służby w 1940 (jeden w 1939):
- „Hurricane”, „Harvester”, „Havant”, „Havelock”, „Hesperus”, „Highlander”

Wielka Brytania zakupiła także dwa spośród niszczycieli budowanych dla Turcji, których budowę rozpoczęto w 1939 i weszły do służby jako ostatnie brytyjskie okręty tej grupy typów, w 1942. Odpowiadały one typowi I, lecz z czterorurowymi wyrzutniami torped:
- „Inconstant”, „Ithuriel”(inne języki)